# 松岡みやび
松岡 みやび（まつおか みやび、1973年12月26日 - ）は、東京都出身の、日本のハープ奏者。マネージメント事務所は、2012年9月をもって浅井企画からミヤビ・メソードに独立。

## 来歴
1989年学習院女子中等科卒業。1992年学習院女子高等科卒業。1997年東京芸術大学音楽学部（ハープ専攻）卒業。2003年東京大学教養学部（表象文化論）研究課程修了。

## 受賞歴
- 1990年 - 日本ハープコンクール（アドバンス部門）最年少優勝
- 1992年 -  日本ハープコンクール（国際プロフェッショナル部門）最年少で最高位（2位）および審査員特別賞受賞
- 1995年 -  USA国際ハープコンクール日本人初入賞（第5位受賞）
- 1997年 -  ジュネーヴ国際音楽コンクール（ハープ部門）日本人初のファイナリスト（第4位受賞）

## テレビ出演
- 題名のない音楽会21（テレビ朝日）
- はだごころ～10年後の私へ～（2010年5月18日、岡山放送）
- 踊る!さんま御殿!!2時間スペシャル（2010年6月29日、日本テレビ）
- ズームイン!!SUPER（2010年7月5日、日本テレビ）
- イチハチ（毎日放送）
  - 「女性芸能人16人のプライベートを徹底調査！その全てを浜田が大暴露SP」（2010年9月8日）
  - 「超人気芸人8組が浜田の前で相方への不満を全部ぶっちゃけちゃうぞSP」（2010年10月13日）
  - 「爆笑特大号 浜田の前で人気芸能人16人がキレまくりSP」（2011年2月9日）
- 踊る!さんま御殿!!（2010年11月16日、日本テレビ）
- 5時に夢中（2011年4月8日 東京MXテレビ）
- 今夜くらべてみました（2017年12月20日、日本テレビ）
- キスマイ超BUSAIKU（2019年4月11日、フジテレビ）
- 嵐にしやがれ（2019年6月1日、日本テレビ）
- DASHでイッテQ!行列のできるしゃべくり　日テレ系人気番組No.1決定戦（2019年10月6日、日本テレビ）
- ダウンタウンDXDX（2019年11月21日、ようみうりテレビ）
- くりぃむクイズ　ミラクル9（2020年3月4日、テレビ朝日）